# Denis la Malice sème la panique
Pour les articles homonymes, voir Denis la Malice (homonymie).
Série
Denis la Malice
(1993)
Pour plus de détails, voir Fiche technique et Distribution.
Denis la Malice sème la panique ou Denis la petite peste 2 au Québec (Dennis the Menace Strikes Again) est un film américain réalisé par Jeffrey Reiner, sorti directement en vidéo en 1998. 
Il s'agit de la suite du film Denis la Malice, ayant été un succès en salles en 1993 - le casting est intégralement renouvelé.

## Synopsis
Denis est âgé de 7 ans. Il ne fait que multiplier ses bêtises. Sans le vouloir, il mène la vie dure à Mr Wilson, son voisin qui lui fait aussi office de meilleur ami. Un jour, deux escrocs s'emparent de la confiance de Mr Wilson. Ils lui promettent la jeunesse à lui et à sa femme contre des machines inopérantes de leur estimation jaugée à quelques milliers de dollars. Après avoir bien manipulé Mr Wilson, ils sont finalement arrêtés par Denis qui va se munir de son lance-pierres pour mettre le holà aux manigances des deux aigrefins. Denis est finalement considéré en héros malgré son séjour avec son grand-père au Grand Canyon où il est déterminé à ramasser des pierres en souvenir pour Mr Wilson et va ôter celle qui tient le Camping Car.

## Fiche technique
- Titre original : Dennis the Menace Strikes Again
- Titre français : Denis la malice sème la panique
- Titre québécois : Denis la petite peste 2
- Réalisation : Jeffrey Reiner
- Scénario : Tim McCanlies et Jeff Schechter (en)
- Producteur : Robert F. Newmyer (en) et Jeffrey Silver
- Production : Outlaw Productions
- Compositeur Musique : Graeme Revell
- Directeur de la Photographie : Christopher Faloona
- Activités sociétés : Warner Bros ( États-Unis)
- Genre : Comédie
- Durée : 71 minutes
- Dates de sortie : 
  - États-Unis : 14 juillet 1998
  - France : 18 juin 2003 en DVD chez Warner

## Distribution
- Justin Cooper (VF : Arthur Pestel) : Denis Mitchell
- Don Rickles (VF : Philippe Dumat) : Mr George Wilson
- Betty White : Martha Wilson
- George Kennedy (VF : Raoul Delfosse) : le grand-père de Denis
- Dwier Brown : Henri Mitchell, le père de Denis
- Heidi Swedberg : Alice Mitchell, la mère de Denis
- Brian Doyle-Murray : le "Professeur", un escroc
- Carrot Top : Sylvester, "l'assistant" du Professeur
- Keith Reece : Gunther, un copain de Denis
- Jacqueline Steiger : Margaret
- Danny Turner : Joey, un copain de Denis
- Alexa PenaVega : Gina, la meilleure amie de Denis